# 明治大学硬式野球部
- 明治大学野球部[注 1]

明治大学硬式野球部（めいじだいがくこうしきやきゅうぶ、英: Meiji University Baseball Club）は、東京六大学野球連盟に所属する大学野球チーム。明治大学の学生によって構成されている。本拠地は明治大学内海・島岡ボールパーク。OB組織の名称は駿台倶楽部。

## 創部
1910年（明治43年）。

## 歴史
（詳細は野球部HPを参照）

### 戦前

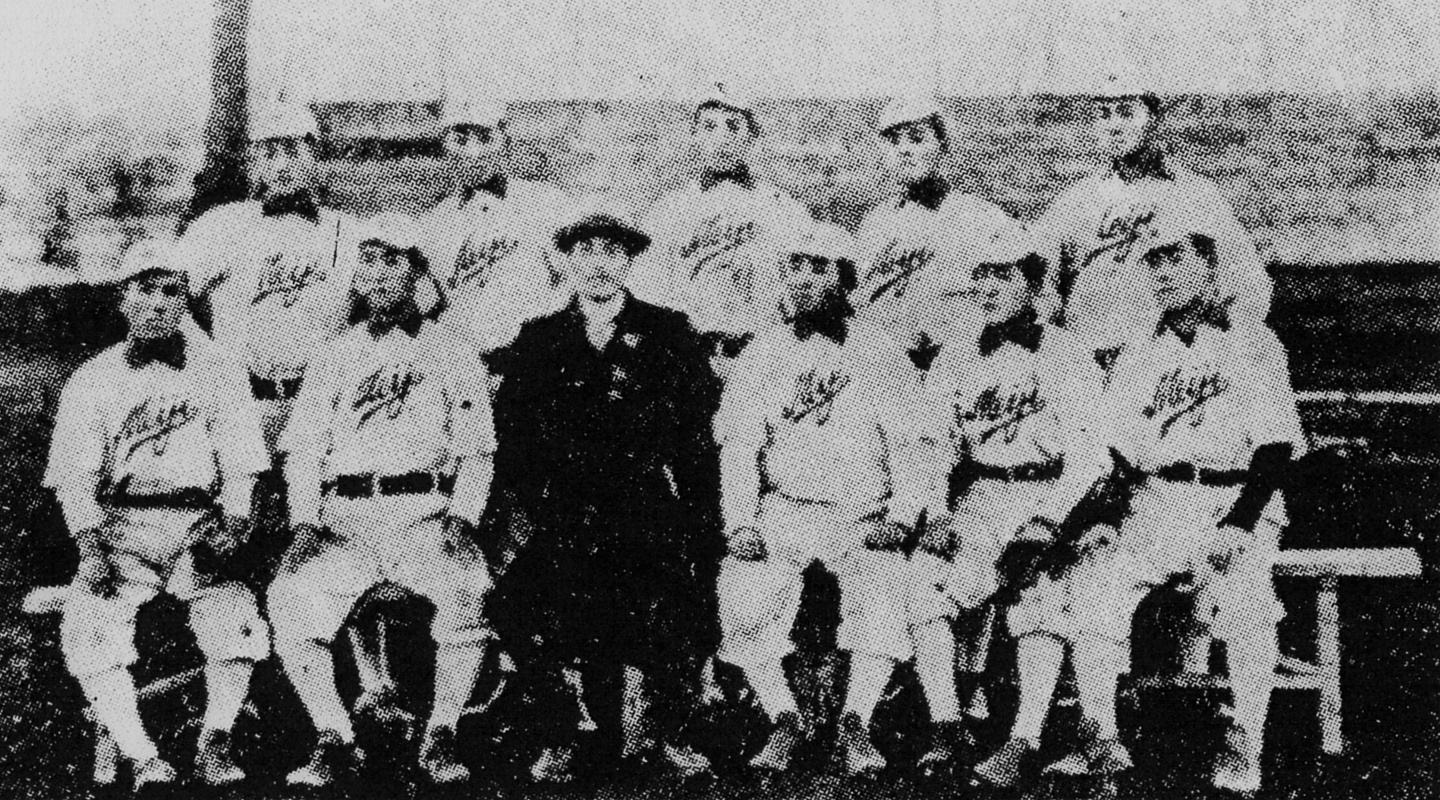
草創期の野球部（1911年）
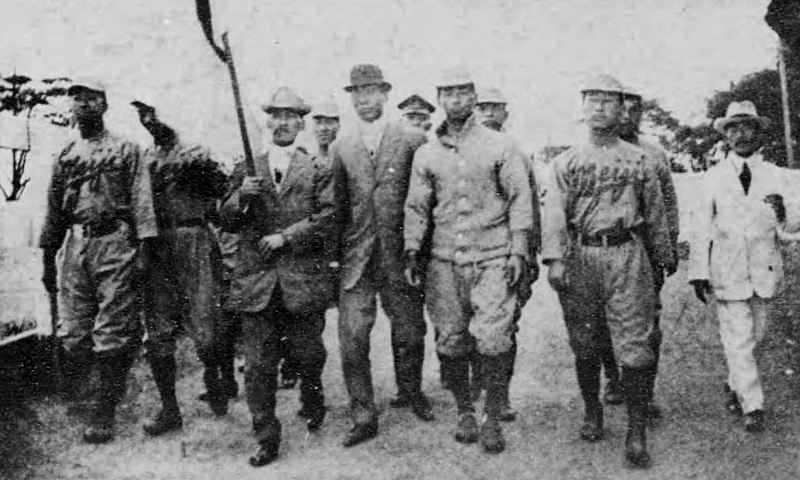
第1回極東オリンピックに出場した野球部（1913年12月）

明治大学では1906年（明治39年）、伴清吉なる人物が同志を集めて野球チームを結成したが、学校当局はそれを正式な野球部とは認めなかった。
1910年（明治43年）5月、明治大学錦町分校の有志チームが中央大学有志チームと三菱ケ原で対戦した（1勝1敗）。この分校チームをベースに野球部を創設しようという動きが起こり、岸本辰雄校長が理事会内の反対論を押し切って創部を承認した。
当時教授であった内海弘蔵が部長を、慶應OB佐竹官二がコーチを務め、佐竹の縁で慶應野球部がたびたびコーチに訪れた。1911年（明治44年）夏、東海・関西方面への遠征を行い愛知一中と関西学院に敗れたものの手ごたえはまずまずで、同年秋には早慶と試合を行った。翌1912年（大正元年）秋の早明2回戦（10月5日）で早稲田に初勝利、1914年（大正3年）秋から始まる早慶明の三大学リーグ戦の足がかりとなった。
1913年（大正2年）、第1回極東オリンピックに日本代表として出場し、全フィリピンを破って優勝。これが初の海外遠征となった。

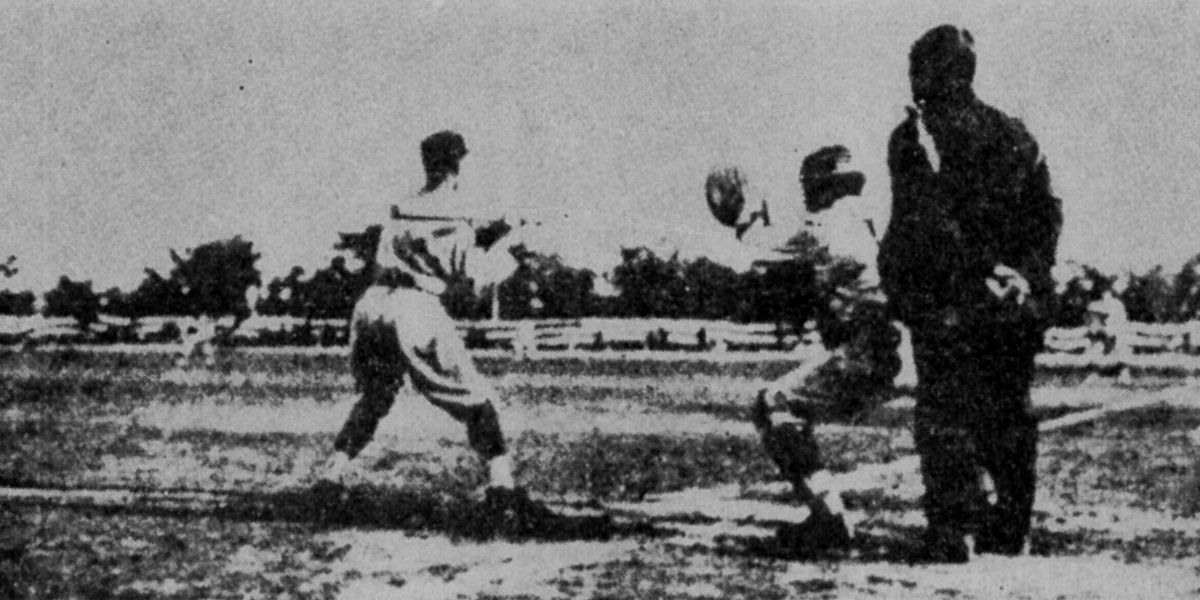
三大学リーグの明慶戦
（1915年5月15日、柏木球場）

翌1914年（大正3年）6月、「ワシントン大学」の招待を受けてアメリカ遠征に旅立ったが、いざシアトルに上陸してみるとワシントン大学の招待というのは真っ赤な嘘で、同大学の名を騙る悪徳ブローカーの仕業であることが判明する。そのため対戦相手を探しながらの遠征旅行（56戦26勝28敗2引き分け）は大赤字となり、創部5年目にして廃部の危機に直面する。この苦境を脱する一法として思い立ったのが早慶両校との有料試合であり、三大学リーグ戦で徴収した入場料は外国チーム招聘の費用・各野球部の海外遠征補助・グラウンド整備費・各野球部に必要な費用に充てるなど使途を明確に定めたものだった。
三大学リーグ開幕戦となった1914年11月2日の慶明1回戦で慶應に初勝利を収めた。

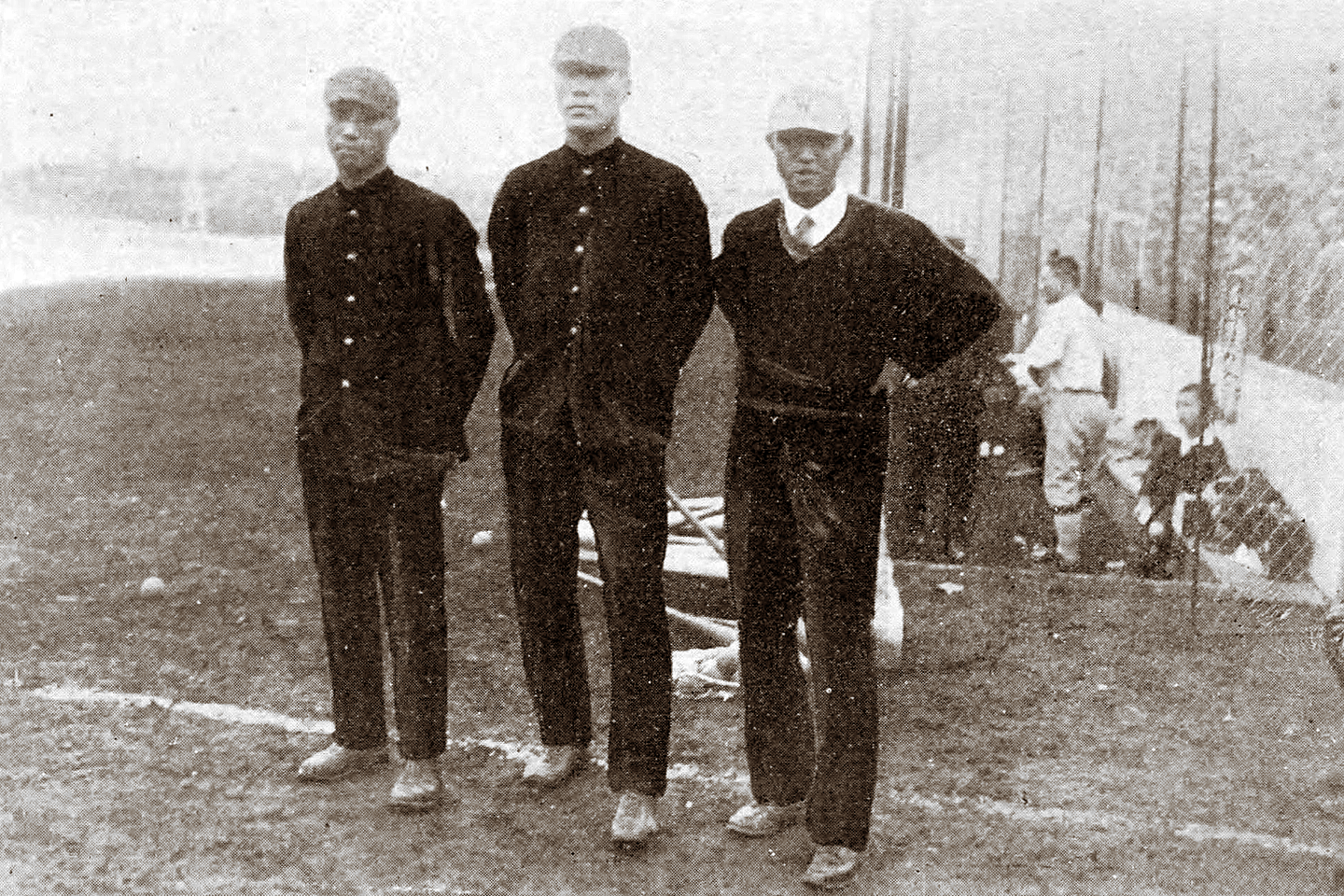
早慶戦復活時の明大審判団（右から岡田源三郎・湯浅禎夫・二出川延明）

当時の明治に期待されていた役割のひとつが、1906年（明治39年）以降中断されて久しい早慶戦の復活であった。海外遠征などを通じて力をつけた明治は、1923年（大正12年）秋に五大学リーグ（すでに法政、立教が加盟）で悲願の初優勝を遂げた。その頃には剣道やラグビー、陸上競技などで早慶戦が始まっており、機が熟したと判断した明治は、内海部長が中心となり早慶戦復活の斡旋に入ることとなる。ところが早慶野球部ともに復活に異存はないものの慶應OBが強硬に反対しており、これに対して内海らは「早稲田との試合を拒む慶應を除外して、新リーグを組織する」 という実質的な最後通牒をつきつけて慶應の説得に成功、ようやく早慶戦復活が決し、東大を加えた東京六大学野球連盟が発足した（1925年）。

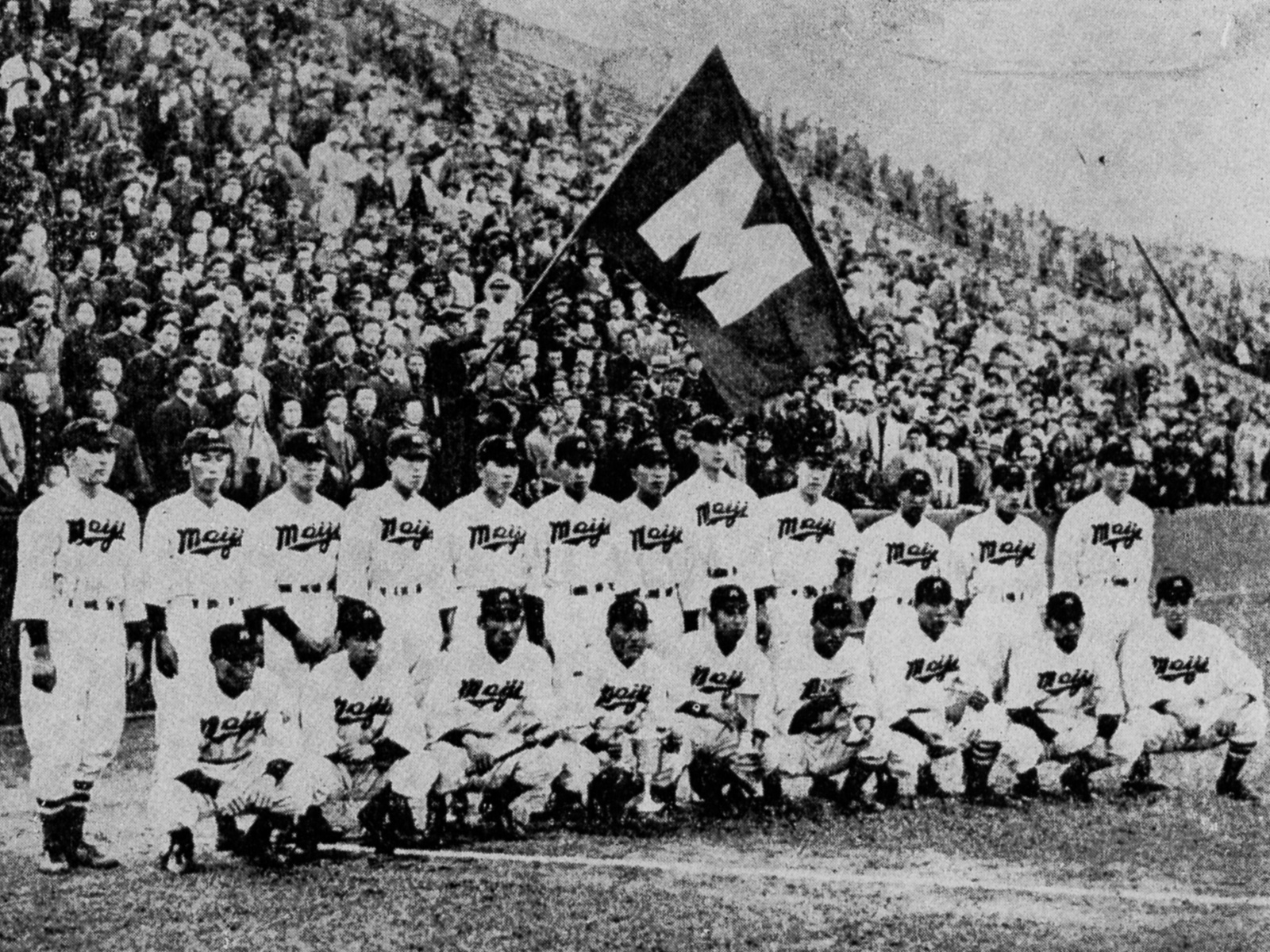
1936年春優勝時の野球部

六大学リーグ当初は、湯浅禎夫・リーグ初の30勝投手中村峰雄ら強力投手陣を擁して秋春連覇するなど黄金時代を迎えた。1929年（昭和4年）、日本の野球チームとして初めて「世界一周」（アメリカ・ヨーロッパ・香港・中国などへ遠征）を行った。1931年（昭和6年）、読売新聞社の招聘により日米野球で来日したルー・ゲーリッグらを擁するメジャーリーグ選抜チーム相手に、全明治大チームとして対戦した。
1937年（昭和12年）からは、吉田正男らの活躍で史上初めて4シーズン連続で優勝を果たし第2期黄金時代が到来した。しかし戦局の悪化と野球統制の強化に伴い1943年（昭和18年）11月を最後に野球部は一時解散を余儀なくされた。この戦争で嶋清一・加藤三郎など多くの有望な選手たちを失った。

### 戦後

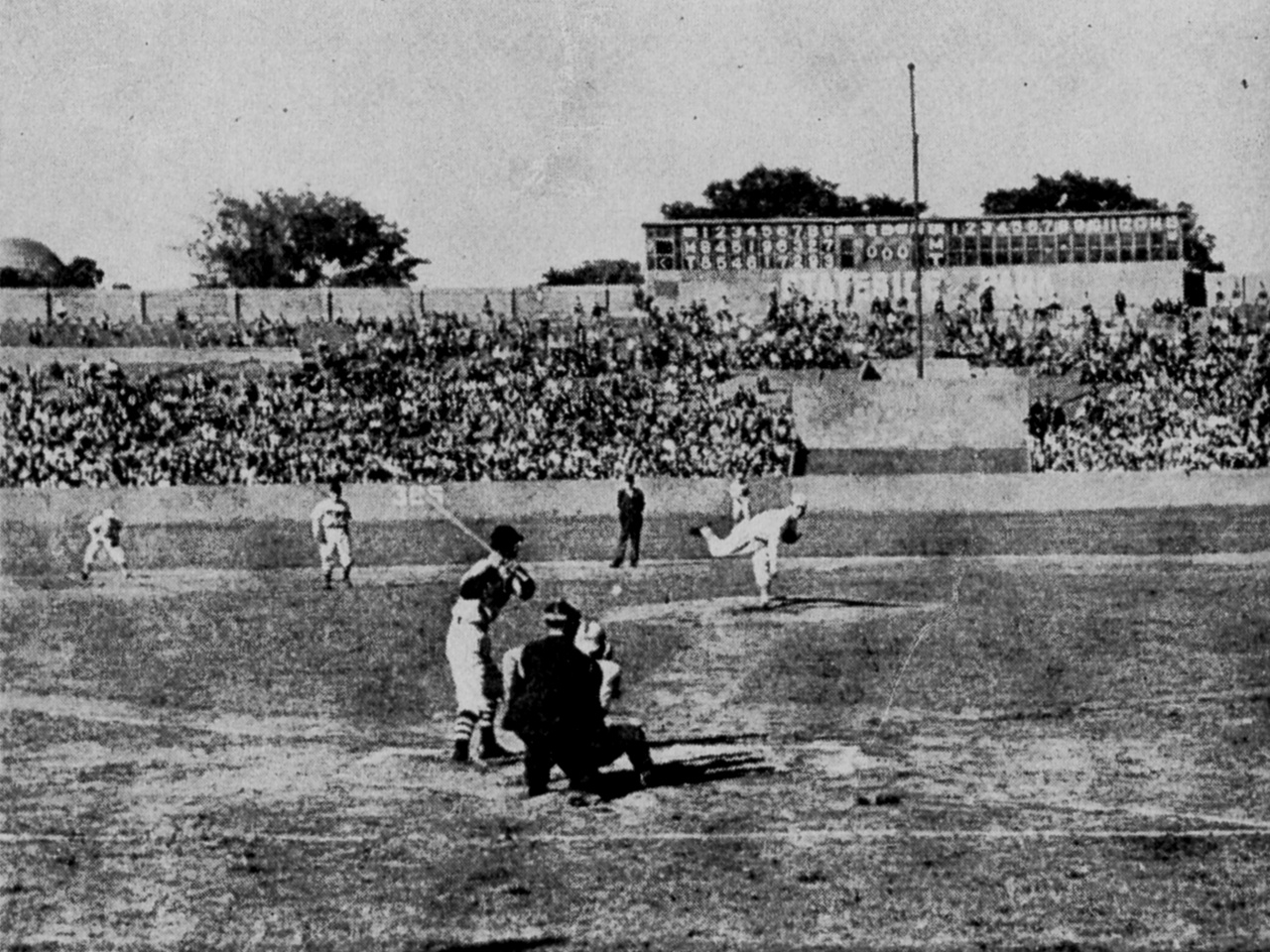
1946年秋の明東戦

1945年（昭和20年）、終戦から間もない9月30日に練習を再開した。しかし部員たちはまだ復員しておらず、テスト生のみによる再出発だった。11月4日には戦後の初試合となる現役学生対OB（駿台倶楽部）戦を行った。しかし早慶がいち早く隆盛を迎える一方でリーグ優勝から遠ざかる日々が続いた。また一方で有望な選手らが途中退部してプロ野球に引き抜かれる事態も多々起きた。
こうしたことから大学当局が野球部の刷新に乗り出し1952年（昭和27年）、武田孟部長・島岡吉郎監督という人事を発表する。特に野球は素人同然だった島岡の就任に4年生の主力たちが猛然と反発、集団退部し「黒雲なびく駿河台」と校歌を捩った見出しが新聞を賑わす大騒動に発展した。しかし島岡の情熱的な指導と秋山登・土井淳のバッテリーら有力選手たちの大量入部で息を吹き返し、1953年（昭和28年）秋に戦後初優勝を遂げると1955年（昭和30年）までに全日本大学野球選手権大会で初の大会連覇となる2度の大学日本一（第3回・第4回）を果たし黄金時代を再来させた。島岡の指導は途中総監督に退任した時期を含め37年に及び、その独特の猛烈な指導は「人間力野球」といわれた。その間リーグ優勝15回、全国大会優勝8回（大学選手権5回、神宮大会3回）を達成した。同55年7月、米軍慰問旅行の途次在日米軍慰問で来日した南加大が明大、日本大、同志社大に3勝した。
島岡の死去後は戦後野球部再建に奔走した別府隆彦が監督を継ぎ、数年の沈黙の後1992年（平成4年）から毎年のように優勝を重ねた。1995年（平成7年）、2年生川上憲伸投手を擁して明治神宮野球大会（第26回）決勝で青山学院大をサヨナラで下し、1979年（昭和54年）秋（第10回）以来の優勝を果たした。翌1996年（平成8年）、3年生エース川上と2年生小笠原孝の両輪を擁して同大会（第27回）決勝で東北福祉大を下し東海大以来となる大会2校目の連覇を達成した。また、同1995年には大学野球史上初の女性選手ジョディ・ハーラーが東大戦に先発登板、2001年（平成13年）にも小林千紘が登板するなど進取に富んだ行動で話題を集めた。他方、1997年（平成9年）10月14日の立教4回戦、9回表1死の場面で明治・安田聖寛（育英・4年）の一ゴロを立教・長島大輔（宇都宮・4年）が安田の顔付近にタッチ。安田が仰向けにひっくり返り長島に掴みかかり、これを見て両チームの間で乱闘が発生、立教・樋渡勇哉投手（山梨 市川・3年）が右わき腹を傷める事態が発生した。この試合は6回表にも明治の選手が本塁に突入した際、捕手と接触し両チームが揉み合いとなる伏線があった。翌10月15日、六大学連盟に山口孝部長と別府隆彦総監督の辞任、及び荒井信久監督と選手5人（4年3人、2年2人）のリーグ戦終了までの謹慎を了承された。
21世紀に入り、優勝は4年生一場靖弘投手を擁した2004年（平成16年）春季の1回のみとやや低迷していたが、2008年（平成20年）春季リーグ戦で4年8季ぶりの優勝を果たした。新本拠地（次項にて詳述）が2006年（平成14年）秋に移転後、初めてとなる天皇杯をもたらした。2019年（平成31年/令和元年）は島岡の干支である亥年にちなみ、袖に猪のワッペンを復活させると、春季リーグ戦優勝後の大学選手権（第68回）で主将・エース森下暢仁の活躍もあり、平田勝男主将の下で制した1981年（昭和56年）春（第30回）以来となる38年ぶりの優勝を飾った。指揮をとった善波達也監督の大学1年時以来のことであり、恩師である島岡監督退任後初めての同大会優勝であった。

## 国際交流

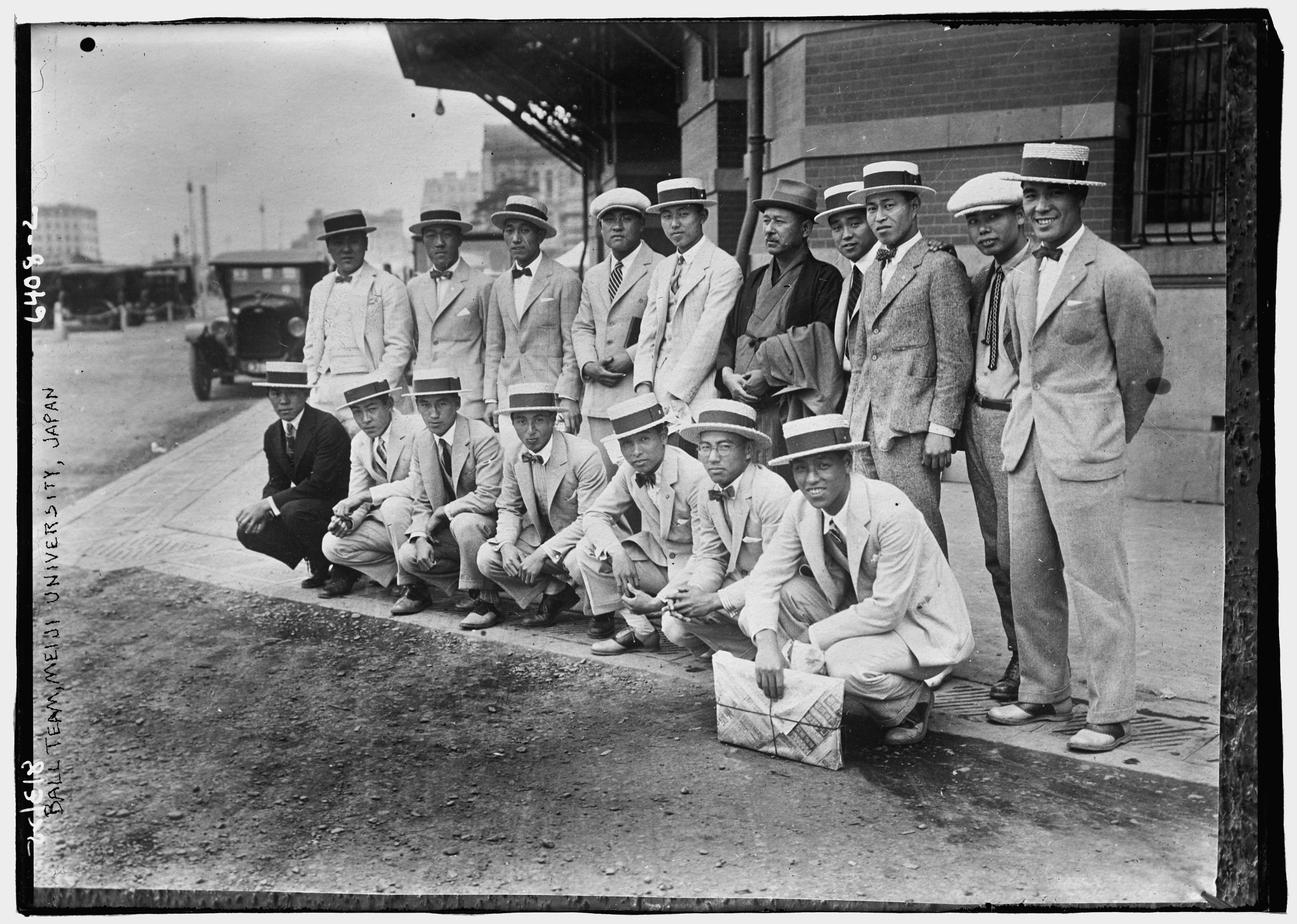
1925年のアメリカ遠征

1913年（大正2年）に、第1回極東オリンピックに日本代表として出場し優勝したときのフィリピン遠征が初の海外遠征であり、1929年（昭和4年）には日本の野球チームとして初めて「世界一周」（アメリカ・ヨーロッパ・香港・中国などへ遠征）を敢行している。

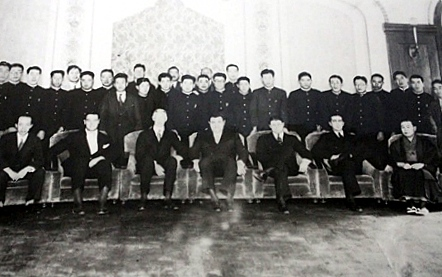
ベーブ・ルースらと面会する野球部関係者

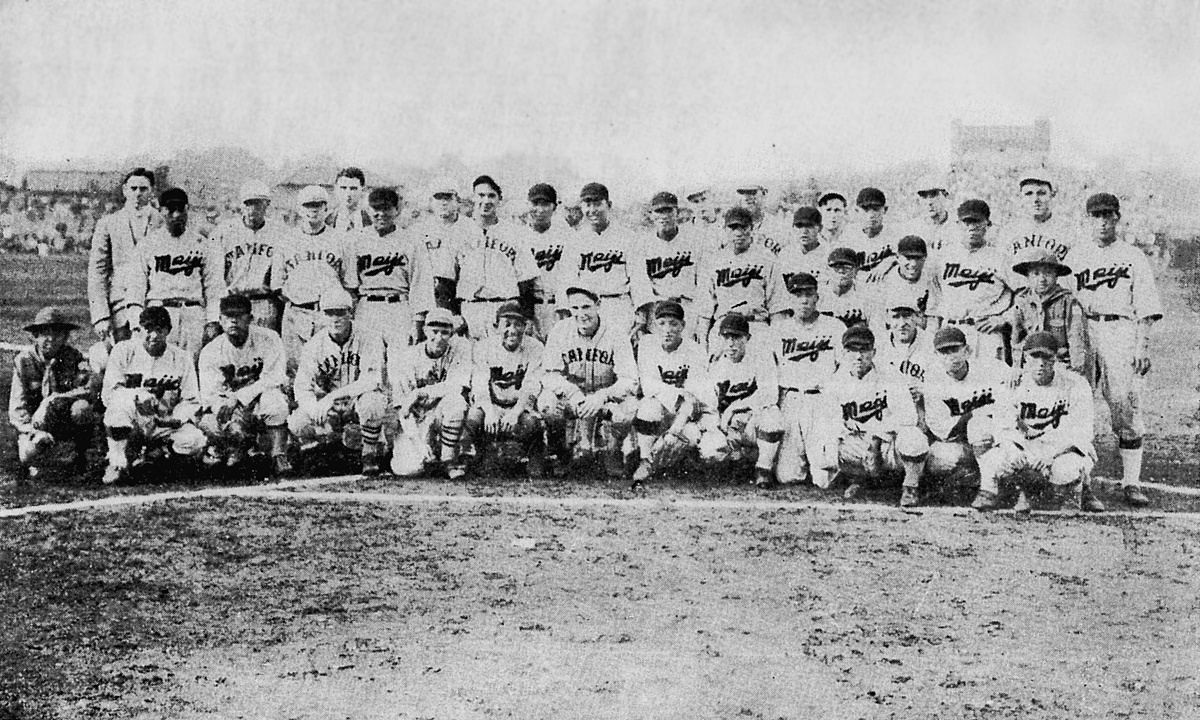
スタンフォード大学との国際親善試合（1926年）

1931年（昭和6年）に、読売新聞社の招聘により、日米野球でルー・ゲーリッグらを擁するメジャーリーグ選抜チームが来日した際には、全明治大チームとして対戦を行っている。早くから野球発祥地であるアメリカの有力チームとの交流が開始され、スタンフォード大学、シカゴ大学との交流試合や、来日したベーブルースらの一行による訪問を受けた記録などが野球部史に残されている。
また、海外野球や女子野球の発展に尽くしたOBたちの存在もあり、中国に渡り中国野球の父と呼ばれた梁扶初の名なども見られる。

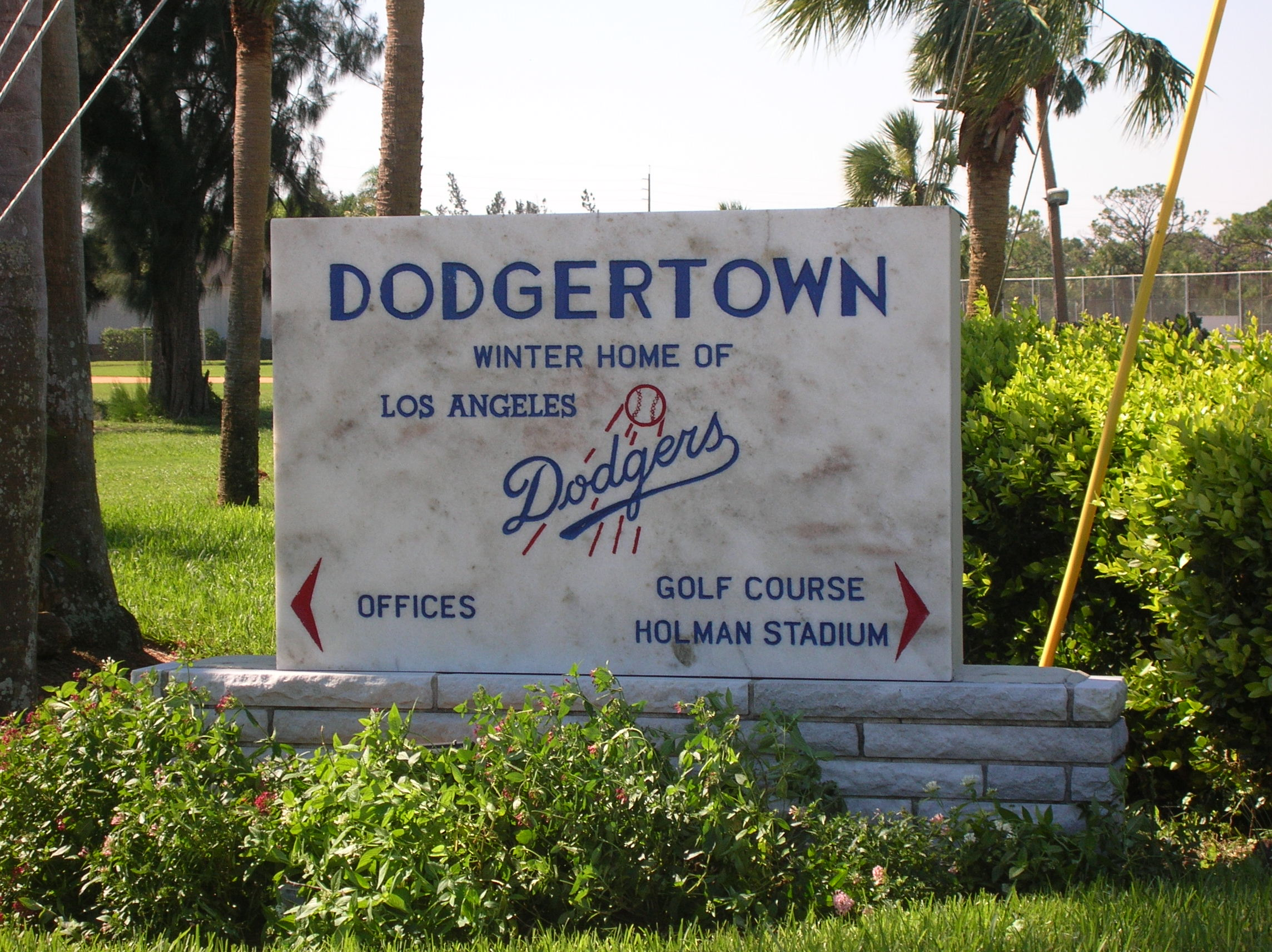
ドジャータウン

近年ではアメリカキャンプを不定期開催しており（2010年以降、コロナ禍前までの約10年間で4度）、ロサンゼルス・ドジャースとのキャンプ見学、選手交流、ドジャータウンや同マイナー施設でのキャンプ開催、ドジャース・マイナーチームとの交流試合（日本の大学として史上初の単独チームでのメジャーチームとの対戦）といった交流や、ダイヤモンドバックス本拠地でのキャンプ開催などが行われている。
また、大学チームでは、レジー・ジャクソンやバリー・ボンズらのスーパースターのOBの存在で知られる全米トップチームのアリゾナ州立大学野球部との合同練習、交流試合などが催行されている。

## 本拠地
東京都府中市若松町5-6-1　明治大学内海・島岡ボールパーク
本拠地は柏木（東中野）→駒沢→和泉→調布と移転を重ね、2006年11月に調布市（島岡が設置に奔走したことから通称「島岡球場」）から府中市の旧三井物産グラウンドに移転。多磨霊園と道路を挟み、人工芝の第一球場と天然芝の第二球場、室内練習場、室内投球練習場、合宿所完備。メイン球場には電光スコアボードを配するなど、全国屈指の施設に生まれ変わった。球場名には初代部長内海弘蔵と島岡の名を冠した。合宿所は島岡寮。2007年より全国高等学校野球選手権東東京大会の試合会場として使用されている（2021年は除く）。また2009年のみ西東京大会でも使用された。

### かつて存在したグラウンド

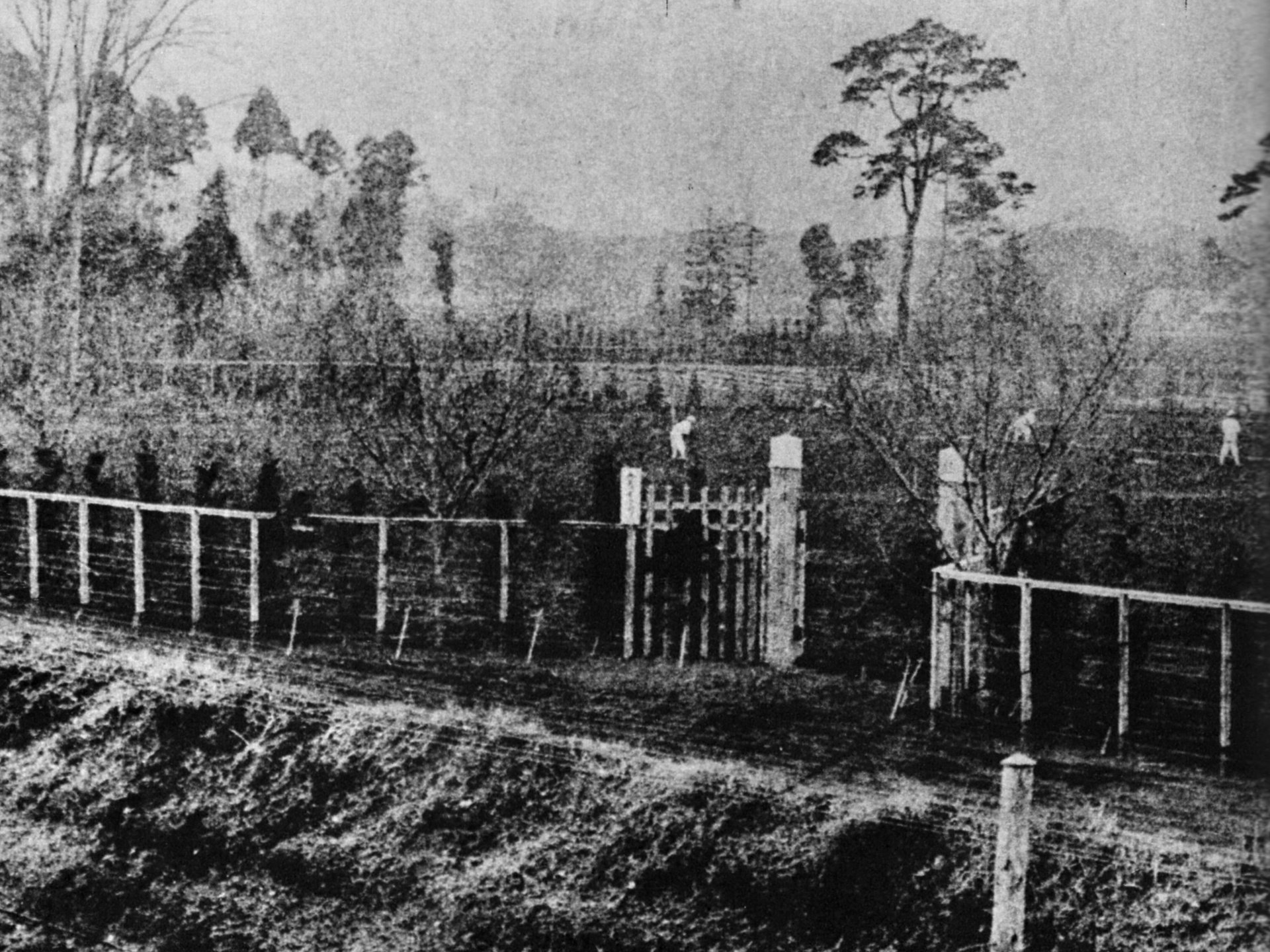
柏木グラウンド

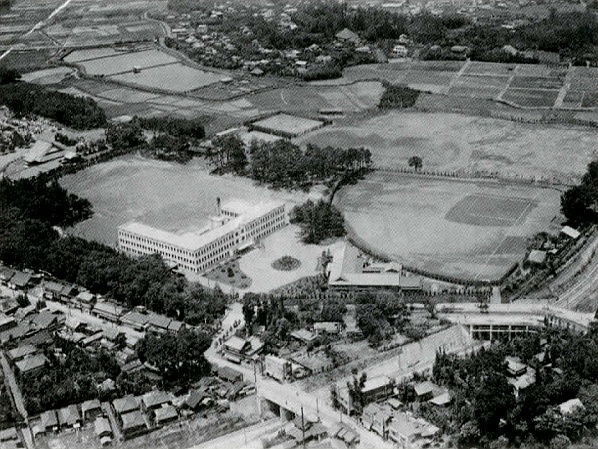
和泉グラウンド（1935年)

- 柏木グラウンド - 明大野球部発祥の地。1910年6月豊多摩郡中野町桜山の7000坪の土地を購入。甲武線柏木駅に近く御茶ノ水駅から20分の距離であった[16]。1914年秋に結成された三大学リーグの試合会場の一つとなった。

跡地には財団法人徳光育英会運営の中野中学校が開校。1949年に明治大学付属となり、明治大学付属中野中学校・高等学校と改称した。
- 駒沢グラウンド - 1916年2月に駒沢村の世田谷砲兵旅団の東南の1万坪の土地を購入。早の竹内愛一、明の湯浅禎夫による「大早明の血戦」でも知られた[18]。跡地は明治薬学専門学校に売却された[19]。
- 和泉グラウンド - 現在の和泉キャンパスの地に明治大学予科が移転したのは1934年だが、それ以前の1930年から用地は取得済みで、野球部やラグビー部などのグラウンドとして使用されていた[20]。

戦後まもなく神宮球場が占領軍に接収されていた時期には東京六大学野球の公式戦が行われたこともある。
- 明法2回戦（1947年5月10日、明2-0法）
- 慶立決勝戦（1948年5月1日、慶1-2立）
- 法立1回戦（1948年5月22日、法0-1立）
- 慶東決勝戦（1948年10月12日、慶1-0東）

- 調布グラウンド -

## ユニフォーム
チームカラーはスクールカラーでもある紫紺、紫色がやや強い。
ユニフォームは白地に筆記体で「Meiji」 丸帽子と襟付きのユニフォームは早稲田と同様、野球草創期のスタイルを踏襲し、リーグ戦開始時から現在のスタイルを貫いている。1959年から一時期、後攻用のグレーのユニフォームを着用していた。2024年から再びグレー地のユニフォームを着用している。島岡監督時代には左袖に島岡監督の干支である猪（島岡監督は1911年の生まれ、干支は辛亥）のエンブレムを着けていたが、後に校章をあしらった盾に代えられた。「猪突猛進」のスローガンが掲げられた2019年（亥年）からは再び猪のエンブレムが左袖に戻り、校章は右袖へ移されている（附属校等では左袖に校章のみという2018年以前の仕様のまま）。
加えて同19年には、ストッキングの意匠も「紫紺地に黄縁の白線3本」から島岡時代の「紫紺地に太い白線1本」へ戻されている（戦前の六大学野球草創期は「紫紺地のみ」、昭和10年前後から「紫紺地に白線3本」という仕様だった）。
野球帽も戦前の頃より目立った変更が無く、紫紺地に白い「M」の一文字が取り付けられた物を使い続けている（時代によってワッペンか刺繍かといった細かな違いは存在する）。

## 記録

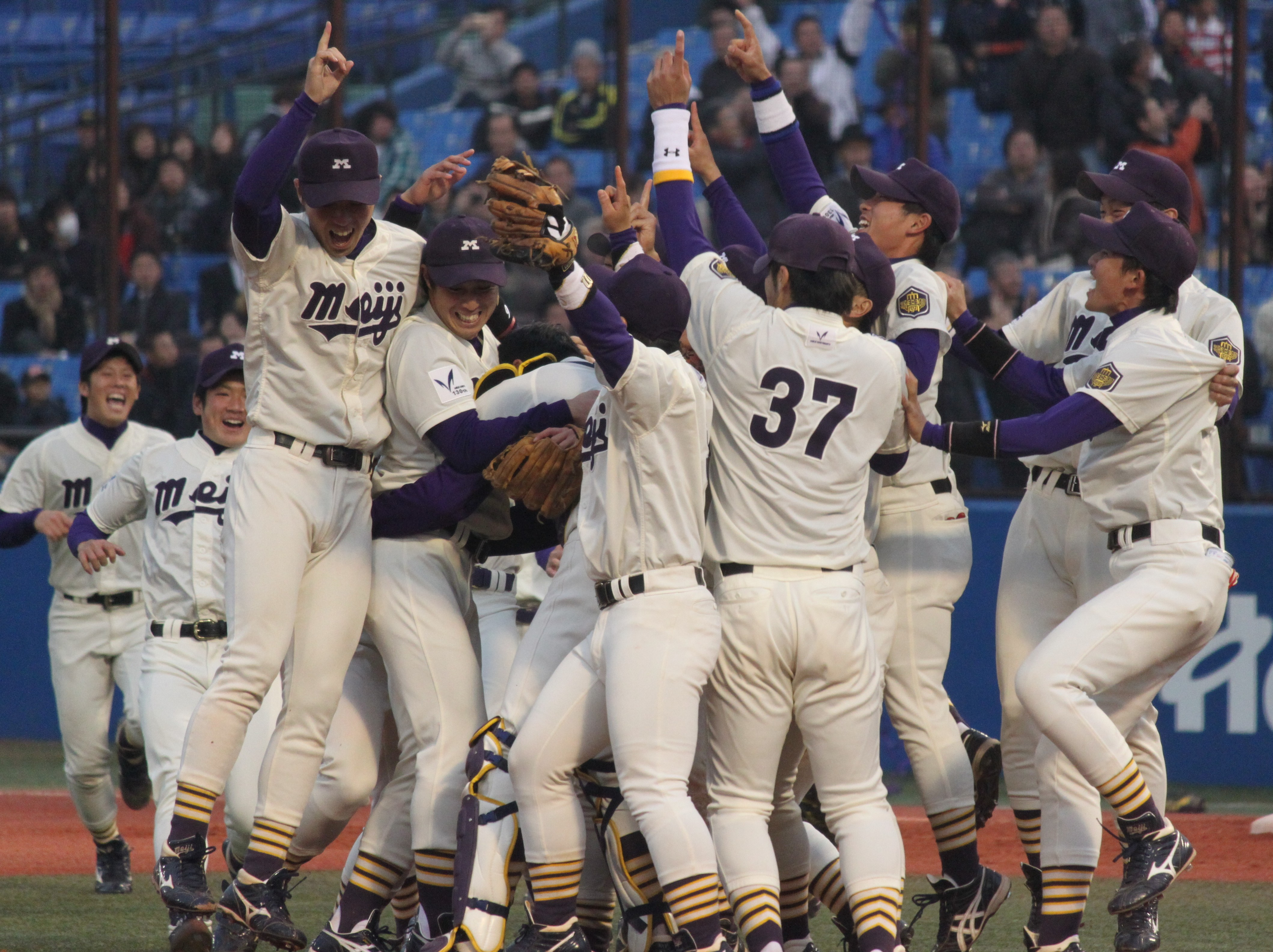
2011年11月27日 明治神宮野球場にて

- リーグ戦（※2025年度春季リーグ戦終了時点）

優勝:43回（戦前9回、戦後34回。最近の優勝＝2023年春季。4連覇＝1937年春季～1938年秋季。全勝優勝＝1996年秋季。完全優勝＝戦後17回。）
- 全日本大学野球選手権大会 出場20回、優勝6回
- 明治神宮野球大会 大学の部 出場14回、優勝7回
- 明治神宮競技大会野球競技 大学の部 出場11回、優勝3回
- 日本学生野球協会結成記念野球大会 大学の部 優勝なし

※獲得タイトルは、東京六大学野球リーグ歴代2位の計59回である。

## プロ野球・野球殿堂
野球部首脳陣は社会人野球等への進路を勧める方針をとっているが、プロ志向の選手も多く、ドラフト連続指名記録を更新中（15年連続　※2024年現在）であり、この15年間でドラフト指名選手は26人でドラフト1位は10人輩出している。2024年シーズンの現役プロ選手数も大学別で1位である。また、野球殿堂表彰者数も大学別で1位である。

## 関連人物
※多数につき、主な選手はCategory:明治大学野球部の選手を参照。以下、特に野球部の発展に功労のあった数人のみピックアップ。

### 戦前（島岡監督以前）
- 中澤不二雄 - 荏原中学出身 / 野球解説者。パ・リーグ元会長。野球殿堂特別表彰者
- 渡辺大陸 - 神戸二中出身 / 大洋ホエールズ総監督
- 小西得郎 - 日本中学出身 / 松竹監督としてセ・リーグ初代チャンピオン
- 岡田源三郎 - 早稲田実業出身。中大を経て明大入学。元明大監督。野球殿堂入り
- 湯浅禎夫 - 米子中学出身 / リーグ記録のシーズン109奪三振、唯一のノーヒットノーラン2回達成。毎日監督として初代日本一に
- 野口明 - 中京商業（現・中京大中京高）出身、大洋軍（東京セネタースの後身）選手。アマ・プロ双方の公式戦で延長戦最長記録試合出場経験者
- 天知俊一 - 下野中学出身 / 湯浅とバッテリーを組む。中日監督としてセ・リーグ初優勝に導く
- 岩本義行 - 広陵中学出身、外野手 / 明大2年生時に首位打者、元祖神主打法、1981年野球殿堂入り
- 岩本信一 - 広陵中学出身、投手 / 岩本義行の弟、審判員（パ・リーグ）
- 田部武雄 - 広陵中学出身、内野手 / 六大学リーグ戦前屈指のスター選手。巨人軍初代主将、1969年野球殿堂入り
- 八十川胖 - 投手、広陵中学出身、島岡の前の明大監督 / 八十川ボーク事件参照
- 松木謙治郎 - 敦賀商業出身 / 阪神初代主将、のち監督
- 吉田正男 - 中京商業出身 / 投手、外野手、主将として4連覇に貢献
- 加藤三郎 - 戦前の名捕手、岐阜商業出身 / のち特攻死
- 長谷川治 - 投手、海南中出身 / 近畿グレートリング選手
- 藤本英雄 - 投手、下関商業出身 / 通算34勝
- 嶋清一 - 投手、海草中学出身 / 夏の甲子園全試合完封・2試合連続ノーヒットノーラン。戦死
- 大下弘 - 高雄商業出身 / 青バットの大下弘、赤バットの川上哲治として戦後復興のシンボルに。西鉄ライオンズがパ・リーグ3連覇（1956年 - 1958年）を達成した時代の4番打者
- 杉下茂 - 投手、帝京商業出身 / 終戦直後からエースに
- 入谷正典 - 投手、関西甲種商業出身 / 通算32勝も巨人では伸び悩む
- 牧野茂 - 内野手、愛知商業出身 / 巨人V9時代の名参謀

### 戦後（島岡監督時代）
- 島岡吉郎 - 元監督、通称「島岡御大」。豊山中学出身 / 応援団長から明治高監督（兼明大助監督）、さらに明大監督に就任し、明治=島岡時代を築く
- 秋山登 - 投手、1試合22奪三振のリーグ記録、通算33勝。岡山東高（現岡山東商業高）出身
- 土井淳 - 捕手、1955年度主将、上記の同期秋山とのバッテリーとして知られた島岡門下の優等生。戦後初優勝の原動力。54・55年大学選手権優勝。岡山東高出身
- 沖山光利 - 外野手、元大洋コーチ。明治高出身
- 日下部明男 - 内野手、平安高出身 / 日本通運を経て比叡山高監督となり、滋賀県勢初の夏の甲子園勝利を達成
- 近藤和彦 - 内外野手、平安高出身
- 森田韶郎 - 投手、加世田高出身。近藤和彦と同期（1958年度卒）
- 一枝修平 - 内野手、上宮高出身 / 卒業後は中日などでプレー
- 高田繁 - 外野手、1967年度主将、通算127安打とベストナイン7回（7季連続）獲得はリーグ記録。浪商（現大体大浪商高）出身
- 辻哲也 - 外野手、ベストナイン3回、浪商出身 / 下記、息子辻竜太郎も明治 - プロでプレー
- 星野仙一 - 投手、1968年度主将、倉敷商業出身 / 1966年秋の立教戦でノーヒットノーラン。のち中日、阪神、日本代表（北京五輪）、楽天各監督
- 上田芳央 - 投手、浪商出身 / 第1回日米大学野球選手権大会日本代表。井上明投手、樋野和寿内野手らが同期（1973年度卒）
- 丸山清光 - 投手、1975年度主将、上田高出身 / 2年下の法政江川卓のライバルとして75年に下記名取らとリーグ戦を春秋連覇し明法対決を演ずる。4年時の75年に神宮大会優勝。卒業後、朝日新聞社入社
- 名取和彦 - 投手、甲府商業出身
- 小林千春 - 外野手、明治高出身。2010年春、明治高校野球部監督
- 斎藤茂樹 - 内野手、監督、PL学園出身、のちに明大監督
- 川口啓太 - 元監督、日体荏原高出身。元江戸川取手高部長兼助監督。現在は明大商学部准教授
- 高橋三千丈 - 投手、1978年度主将、静岡商業出身 / 4年時の78年に下記の同期鹿取と投の両輪として大学選手権優勝
- 鹿取義隆 - 投手、高知商業出身 / 巨人・西武で抑えの切り札として活躍
- 豊田誠佑 - 外野手、日大三高出身 / 大学、プロを通じて江川キラーとして活躍
- 百村茂樹 - 外野手、天理高出身 / 3試合連続本塁打を放つスラッガー、サイクルヒットを達成
- 平田勝男 - 内野手、1981年度主将、長崎海星高出身
- 森岡真一 - 投手、桜井高出身 / 上記の同期平田、及び1年上の松本吉啓投手と投の両輪として2年時の79年神宮大会、3・4年時の80・81年の大学選手権優勝
- 田中武宏 - 外野手、舞子高出身 / 日産自動車を経て、明治大学野球部のコーチ、監督を歴任。
- 広沢克己 - 内野手、小山高出身 / ロス五輪代表時に優勝を決める決勝本塁打
- 竹田光訓 - 投手、日大一高出身
- 善波達也 - 前監督、捕手、1984年度主将、桐蔭学園高出身 / 東京ガスを経て明大コーチ・監督就任1季目でリーグ優勝、2019年大学選手権優勝
- 福王昭仁 - 内野手、1985年度主将、日大三高出身 / 現野球部コーチ
- 平塚克洋 - 投手・一塁手、春日部共栄高出身 / 下記の同期武田と投の両輪として86年秋のリーグ優勝に貢献
- 武田一浩 - 投手、明大中野高出身
- 今久留主祐成 - 捕手、平安高出身 / 監督として日本航空石川を初の甲子園へ導く

### 戦後（島岡監督没後）
- 東瀬耕太郎 - 投手、九州学院高出身
- 今久留主成幸 - 捕手、1989年度主将。PL学園高出身 / 元横浜・西武。KKコンビと同期
- 舟山恭史 - 投手、明大中野高出身
- 鈴木文雄 - 外野手、二松學舎大附属高出身 / 1989年秋季首位打者、卒業後は東京ガスへ。善波監督の就任と同時にコーチに就任
- 三輪隆 - 捕手、1991年度主将。関東一高出身 / 現楽天コーチ
- 古沢淳 - 外野手、1992年度主将。九州学院高出身
- 斉藤貢 - 投手、所沢商業出身 / 1989年入学半年で明大を中退し、のち福岡ダイエーホークス入団
- 鳥越裕介 - 内野手、臼杵高出身
- 柳沢裕一 - 捕手、松商学園高出身
- 佐橋大輔 - 新人監督、明大八王子高出身 / 現タレント、プロ野球独立リーグ・ベースボール・チャレンジ・リーグに所属する信濃グランセローズの球団アンバサダー
- 中村豊 - 内野手、上宮高出身
- 野村克則 - 一塁手・捕手、堀越高出身 / 1993年秋首位打者（慶大山下圭と同率）
- 徳丸哲史 - 投手、臼杵高出身
- 筒井壮 - 内野手、上宮高出身 / OB星野仙一の甥
- 橿渕聡 - 外野手、1996年度主将。春日部共栄高出身 / 元ヤクルト、現スカウト
- 川上憲伸 - 投手、1997年度主将。徳島商業出身 / 2・3年時、上記徳丸や下記小笠原や木塚らと明治神宮大会で2回優勝。元メジャーリーガー
- 小笠原孝 - 投手、市立船橋高出身
- 辻竜太郎 - 外野手、1998年度主将。松商学園出身 / 上記、父親辻哲也も明治 - 中日でプレー
- 木塚敦志 - 投手、浦和学院高出身 / 横浜DeNAコーチ
- 的場直樹 - 捕手、上宮高出身
- 庄田隆弘 - 内・外野手、智弁学園高出身
- 前田新悟 - 遊撃手、2001年度主将、PL学園高出身。元中日
- 和田貴範 - 三塁手、拓大紅陵高出身
- 岡本篤志 - 投手、海星高(三重県) 出身
- 佐藤賢 - 投手、羽黒高出身
- 牛田成樹 - 投手、徳島商業出身
- 呉本成徳 - 外野手、2003年度主将。松商学園高出身
- 一場靖弘 - 投手、桐生一高出身（4年夏に退部）/ 大学選手権で完全試合
- 西谷尚徳 - 内野手、2004年度主将。鷲宮高出身
- 今浪隆博 - 内野手、平安高出身
- 久米勇紀 - 投手、桐生第一高出身
- 古川祐樹 - 投手、春日部共栄高出身
- 岩田慎司 - 投手、東邦高校出身
- 江柄子裕樹 - 投手、つくば秀英高出身
- 西嶋一記 - 投手、横浜高出身。現・明大野球部コーチ
- 荒木郁也 - 内・外野手、日大三高出身
- 野村祐輔 - 投手、広陵高出身 / 4年時、下記 岡大海らと明治神宮大会優勝。通算30勝
- 島内宏明 - 外野手、星稜高出身
- 阿部寿樹 - 内野手、一関一高出身
- 上本崇司 - 内野手、広陵高出身
- 石川駿 - 内野手、北大津高出身
- 岡大海 - 一塁手・投手、倉敷商業出身
- 関谷亮太 - 投手、日大三高出身 / 父も野球部OB
- 山﨑福也 - 投手、日大三高出身
- 糸原健斗 - 内野手、開星高出身
- 福田周平 - 内野手、広陵高出身
- 上原健太 - 投手、広陵高出身
- 髙山俊 - 外野手、日大三高出身 / 通算131安打（リーグ記録）
- 坂本誠志郎 - 捕手、2015年度主将。履正社高出身
- 菅野剛士 - 外野手、東海大相模高出身
- 柳裕也 - 投手、2016年度主将。横浜高出身 / 4年時、明治神宮大会優勝
- 星知弥 - 投手、宇都宮工出身
- 佐野恵太 - 内野手、広陵高出身
- 吉田大成 - 内野手、佼成学園高出身
- 齊藤大将 - 投手、桐蔭学園高出身
- 渡邊佳明 - 内野手、横浜高出身
- 森下暢仁 - 投手、2019年度主将。大分商出身 / 4年時、大学選手権優勝
- 伊勢大夢 - 投手、九州学院高出身
- 入江大生 - 投手、作新学院高出身
- 丸山和郁 - 外野手、前橋育英高出身
- 竹田祐 - 投手、履正社高出身
- 村松開人 - 内野手、2022年度主将。静岡高出身/ 4年時、下記3年村田らと明治神宮大会優勝
- 村田賢一 - 投手、春日部共栄高出身
- 上田希由翔 - 内野手、愛産大三河高出身
- 石原勇輝  - 投手、広陵高出身
- 宗山塁  - 内野手、広陵高出身
- 浅利太門  - 投手、興国高出身

## 関連事項

### 三三七拍子
1924年（大正13年）に初代明治大学応援団團長の相馬基が創作した応援形式で、六大学野球に於ける明大野球部の応援を通じて全国的に広く普及し、日本の代表的な応援手法として全国各地の学校運動会からプロ野球、高校野球、オリンピック応援などに幅広く使用されている。また、学校行事や一般的な激励、祝勝の席、ビジネスの場における商売繁盛祈念などでの縁起担ぎ的な用法や、更に東京ディズニーリゾートのディズニー・イースターなどアミューズメント施設のアトラクションなどにも使用され、スポーツの領域を超えた文化的広がりをみせる。

### 六大学野球優勝パレード
東京六大学野球優勝時には、明治大学駿河台キャンパス周辺で祝賀パレードが行われるのが恒例となっており、10台程度のオープンカーに分乗した野球部メンバーや、明治大学応援団によるマーチングバンド及び、大学関係者などによる数百名規模の隊列が、リバティータワーを出発後、明大通りを経て、警察による道路封鎖の下、靖国通り（東京都道302号新宿両国線）、本郷通り（東京都市計画道路幹線街路放射第10号線）、白山通り（東京都道301号白山祝田田町線）などの主要幹線道路を含む所定ルートを行進する（ルートは複数パターンあり）。アカデミーコモン帰着後には明治大学アカデミーホールで祝勝会が行われる。

### 大國魂神社節分祭

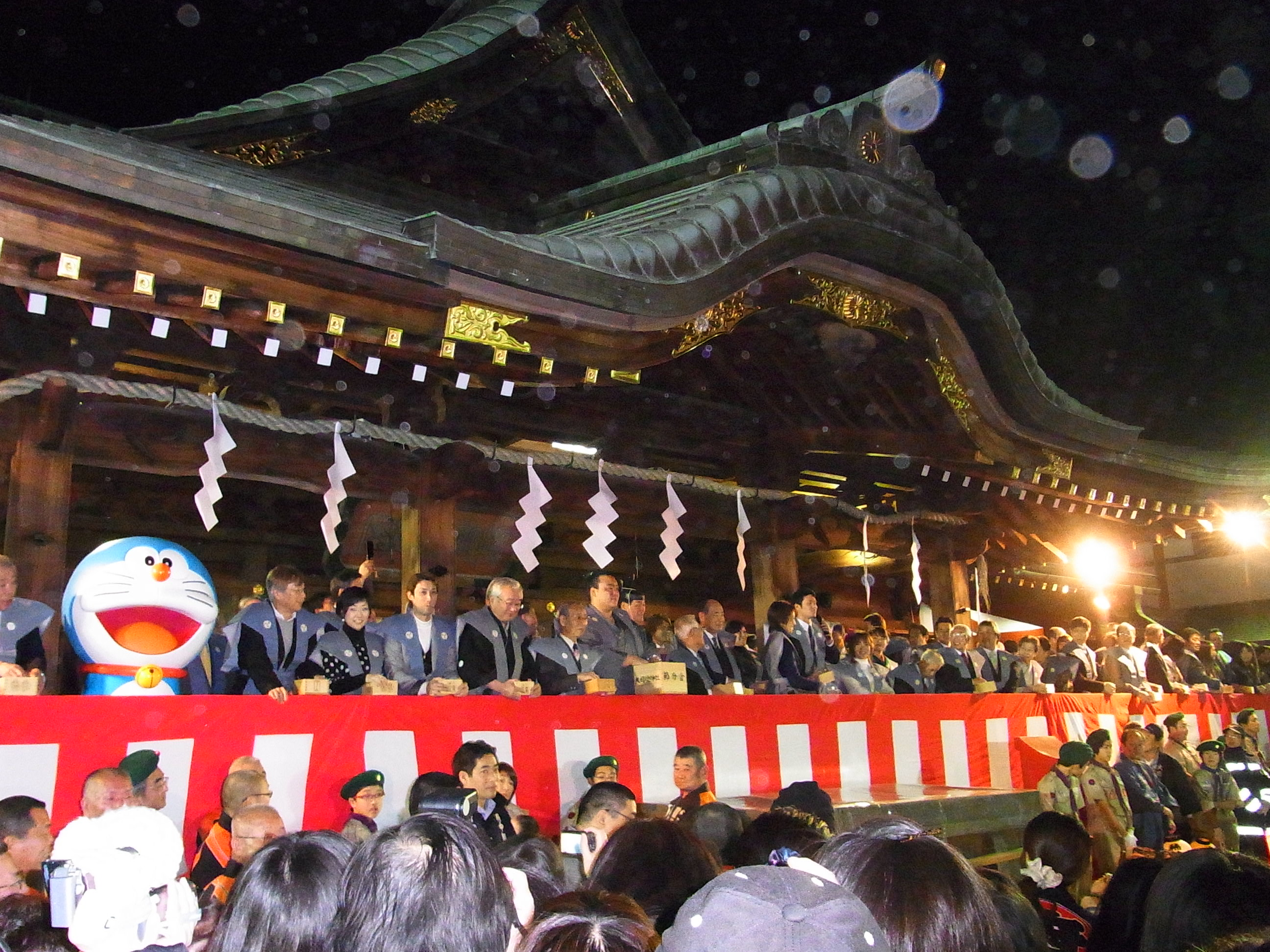
大國魂神社節分祭

東京都指定無形民俗文化財指定の「くらやみ祭」などで知られ、東京五社に数えられる大國魂神社の節分祭では、毎年招待ゲストとして、元首相などの政治家や大相撲横綱、芸能人などと共に明大野球部が招待を受け、ユニフォームの上に羽織を重ねた特有の出で立ちで野球部メンバーが登場し豆撒きに興じるのが慣わしとなっている。

### 狙いうち
「狙いうち」という曲名がボールをヒットする事を想起させ、且つ作詞者の阿久悠が明大OBであることなどから、野球試合の応援に於けるチャンステーマとして明大野球部の応援で初めて採用され、以降、プロ野球、高校野球などの各チームが追随して利用し始め、野球試合の定番の応援テーマとして全国に広く普及することとなった。
作曲者の都倉俊一は文化庁長官就任後のインタビューで、「（同じ作詞作曲コンビが手掛けた「サウスポー」も含めると）地方大会から数えたところ、2800校のうち両曲をやってなかったのは20校だけだった」と阿久が明かしたというエピソードを披露している。尚、明大応援団の使用開始後全国に広く普及したため、野球応援の定番テーマとして確立しているイメージがあるが、版権側から応援歌としての利用の公認を得ているのは現在に至るまで最初の明大応援団のみとされ、都倉は「高野連に表彰されてもいいと思ってる」とユーモア交じりのコメントを発している。

## トリヴィア

### 関係者を題材にしたメディア作品
- 『男ありて』（1957、映画） - 野球映画ジャンルとしての初作品。OBの天知俊一役で志村喬が主演。
- 『巨人の星』（1966～71、漫画／1968～1971、読売テレビ・アニメ） - 主人公星飛雄馬のモデルはOBの嶋清一とされる。
- 『泣けたぜ!おやじ 明大・島岡監督物語』（1987、フジテレビ・ドラマ）- 島岡吉郎監督役で若山富三郎が主演、髙嶋政宏が野球部選手役等
- 『泣くなセン!燃える男 〜星野仙一物語』（1988、TBS・ドラマ） - 東幹久が星野仙一役で主演、明治入学までに至るストーリー。
- 『ミスター・ベースボール』（1992、ハリウッド映画） - 高倉健が星野仙一をモデルにした中日ドラゴンズ監督役
- 『星野仙一物語 〜亡き妻へ贈る言葉』（2005、TBS・ドラマ） - 石橋貴明が星野仙一役で主演
- 『出口のない海』（2006、映画） - 十一代目市川海老蔵が野球部投手役で主演、伊勢谷友介が陸上部選手役等

### 内海・島岡ボールパークでロケが行われたメディア作品
- 続・社長繁盛記（1968年、映画）
- 空想天国（1968年、映画）
- 青春の蹉跌（1974年、映画）
- 男たちの旅路（1976～1979年、NHK・ドラマ）
- スクール☆ウォーズ（1984年、TBS・ドラマ）
- セーラー服反逆同盟（1986年、日本テレビ・ドラマ）
- アリエスの乙女たち（1987年、フジテレビ・ドラマ）